# Adirondack

Mapa fizyczna stanu Nowy Jork; góry Adirondack widoczne w jego północno-wschodniej części

Adirondack (ang. Adirondack Mountains, Adirondacks) – pasmo górskie położone w północno-wschodniej części stanu Nowy Jork, niedaleko granicy z Kanadą. Większość pasma znajduje się w obrębie Parku Stanowego Adirondack, który zajmuje łącznie powierzchnię ponad 24 tysięcy kilometrów kwadratowych. Jest to największy obszar chroniony w Stanach Zjednoczonych, nie licząc Alaski. Jego łączna powierzchnia jest większa niż parków Yellowstone, Yosemite, Wielkiego Kanionu i Glacier razem wziętych. Park ten rozmiarem zbliżony jest więc do powierzchni całego stanu Vermont. Najwyższym szczytem tego łańcucha jest Mount Marcy, wznoszący się na wysokość 1629 m n.p.m.
Pasmo Adirondack jest częścią Tarczy Kanadyjskiej, a nie pobliskich Appalachów, z którymi bezpośrednio graniczy. Swe początki mają tu między innymi rzeki Hudson, Mohawk i Black a łączna długość wszystkich okolicznych rzek to ponad 2400 km (1500 mil). Znajduje się tu też ponad 2000 jezior i stawów, w tym Lake George (pow. 114 km²), Great Sacandaga (108 km²) i Tupper Lake (44 km²).
Oprócz najwyższego szczytu pasma, Mount Marcy, jeszcze tylko trzy inne szczyty wznoszą się ponad 1500 m n.p.m. Większa część szczytów wznosi się na wysokość od 1200 do 1400 m n.p.m. 
Na stokach Whiteface Mountain w 1980 roku rozgrywano konkurencje narciarstwa alpejskiego w ramach XIII Zimowych Igrzysk Olimpijskich.

## Najwyższe szczyty
- Mount Marcy (1629 m),
- Algonquin Peak (1559 m),
- Mount Haystack (1512 m),
- Mount Skylight (1501 m),
- Whiteface Mountain (1483 m),
- Dix Mountain (1480 m),
- Iroquois Peak (1475 m),
- Gray Peak (1475 m),
- Basin Mountain (1471 m),
- Gothics (1444 m).

## Galeria

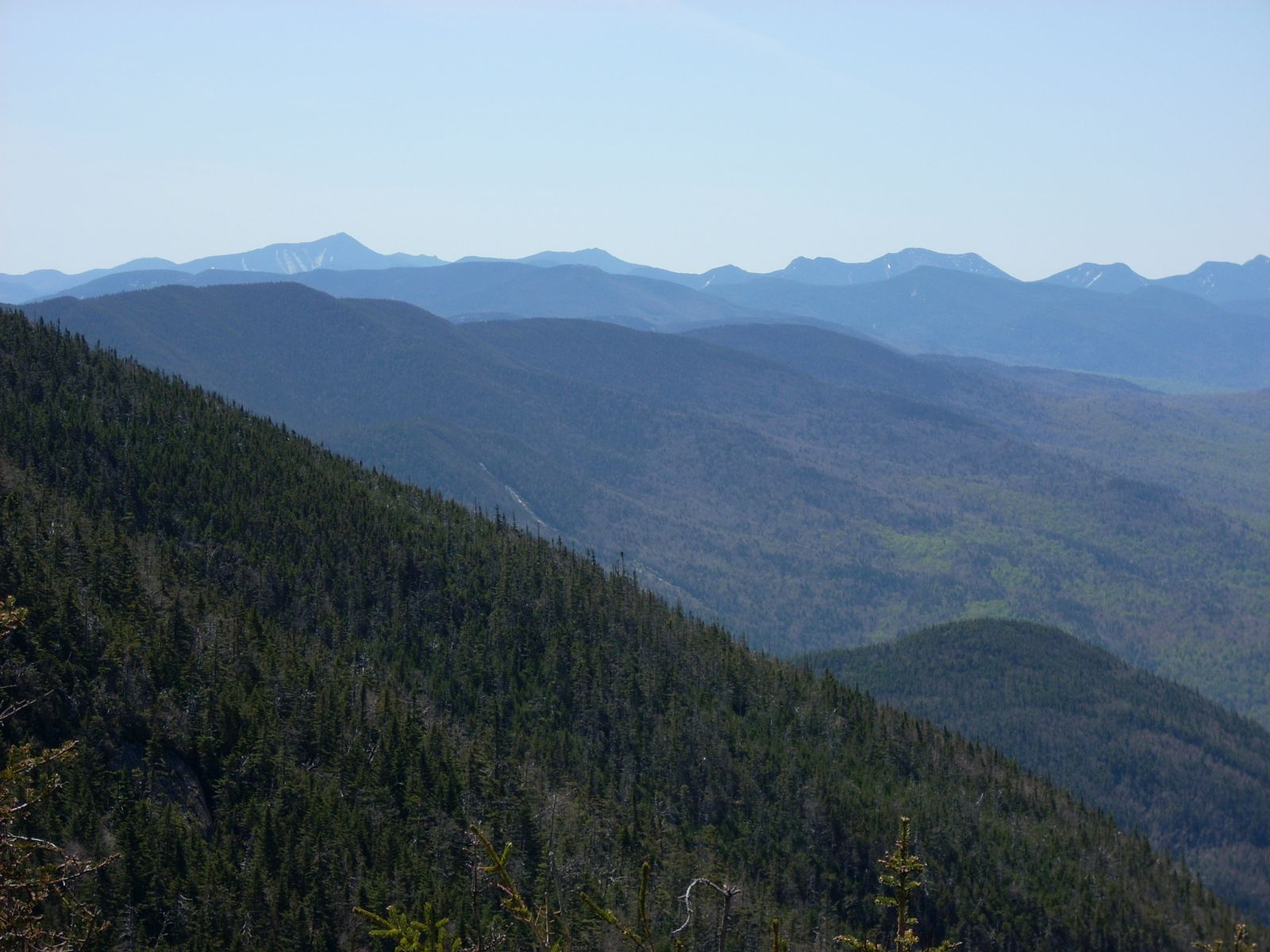
Adirondack
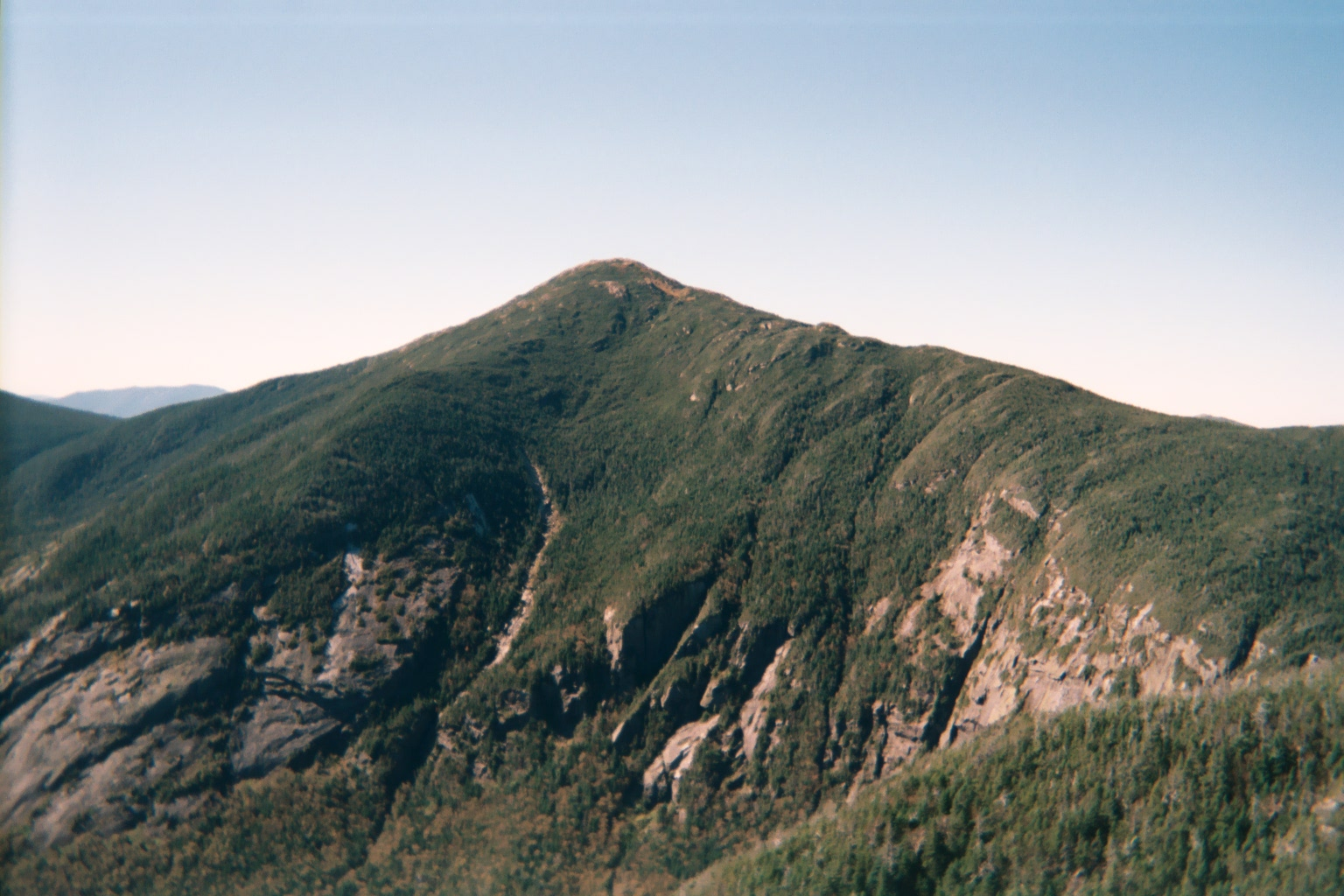
Mount Marcy
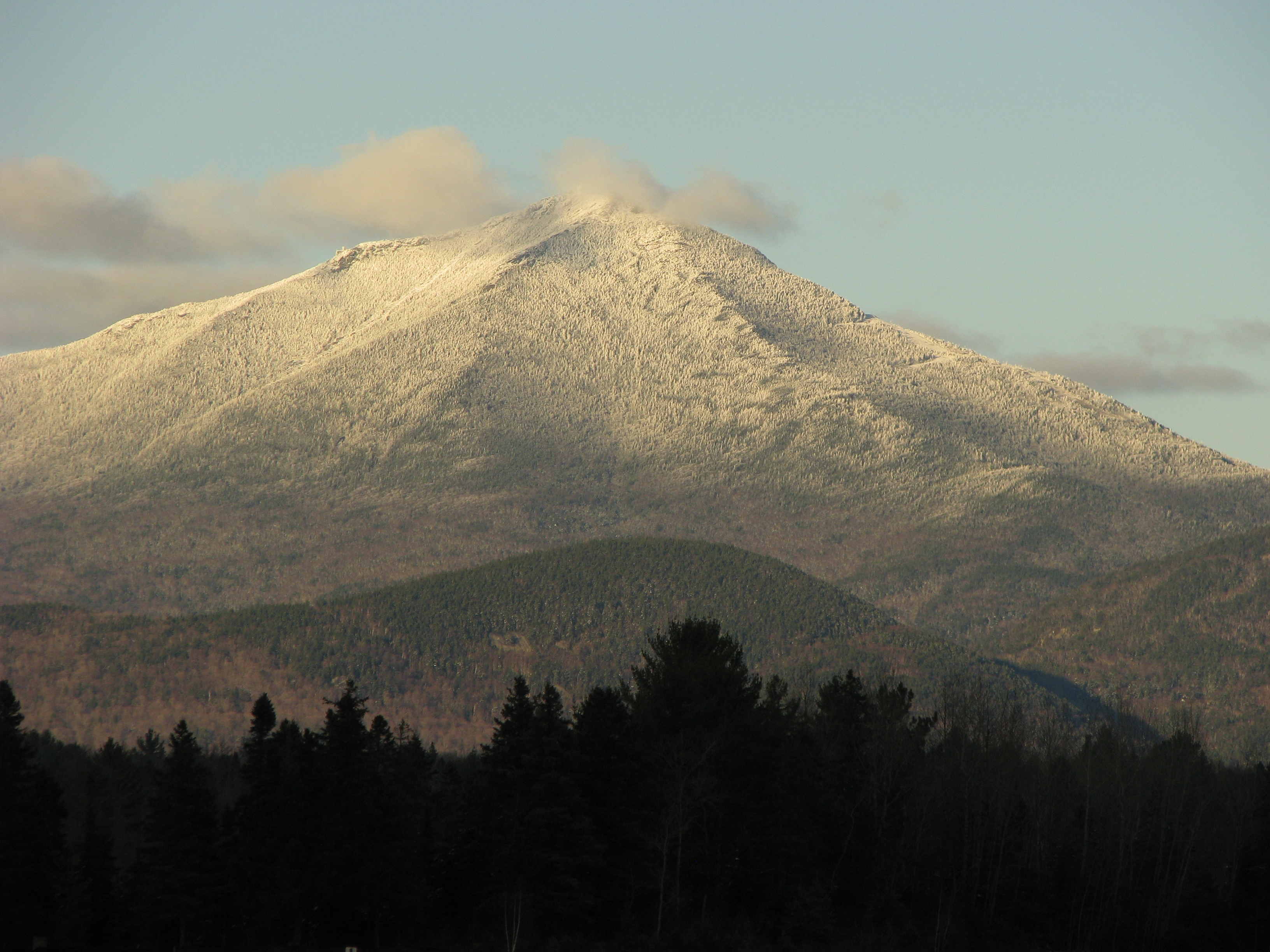
Whiteface Mountain
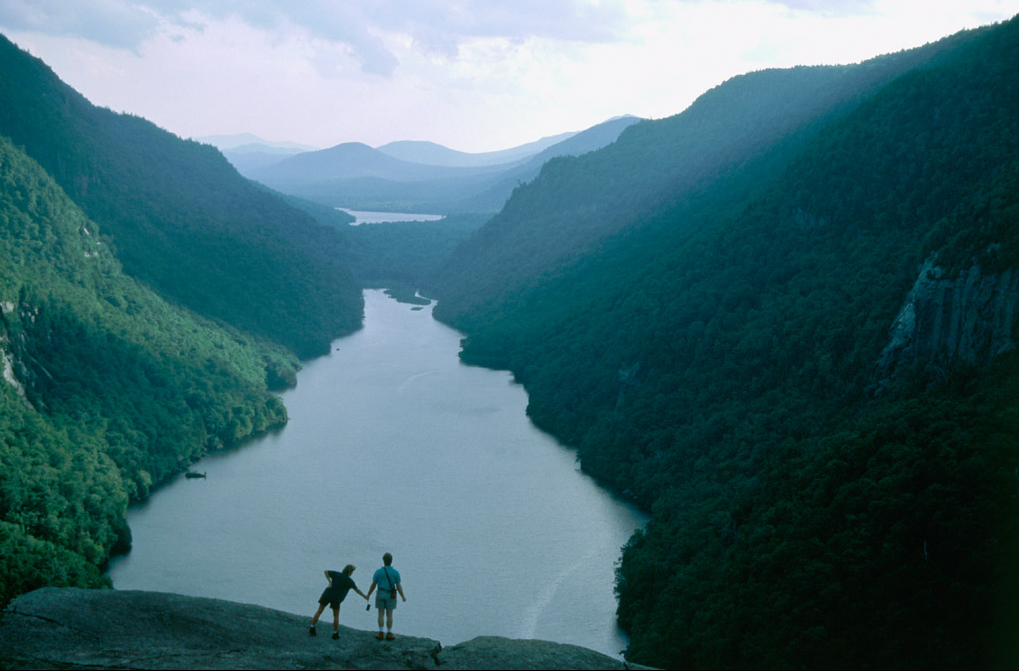
Jezioro AuSable
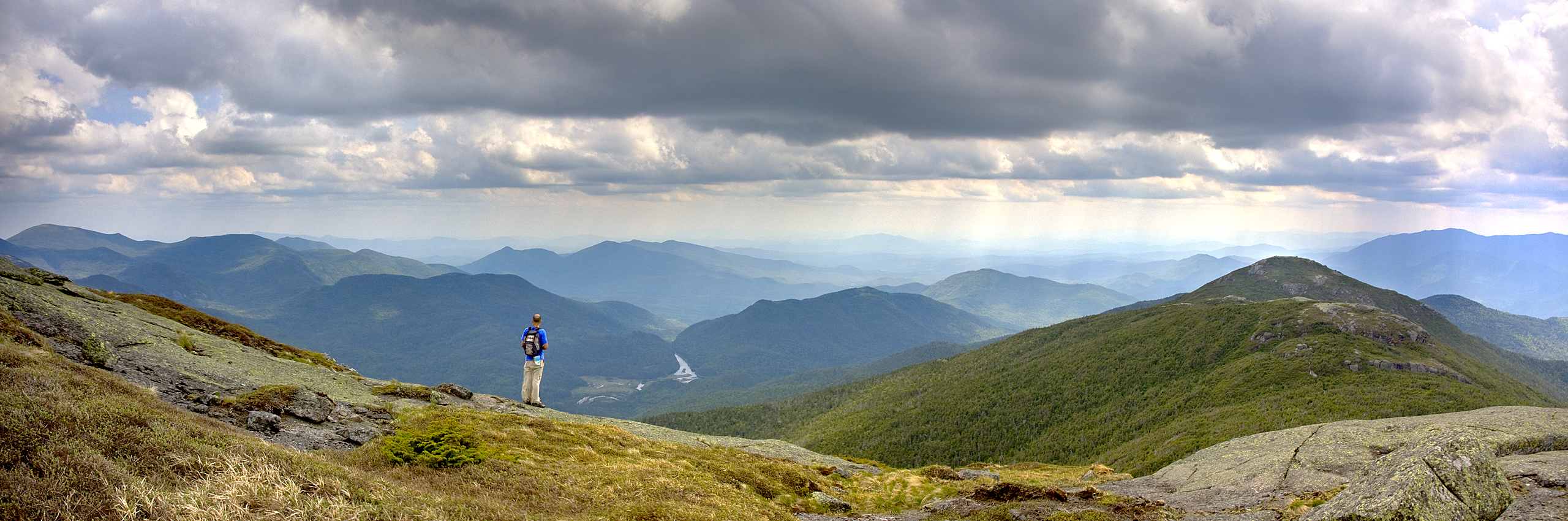
Widok z Algonquin Peak
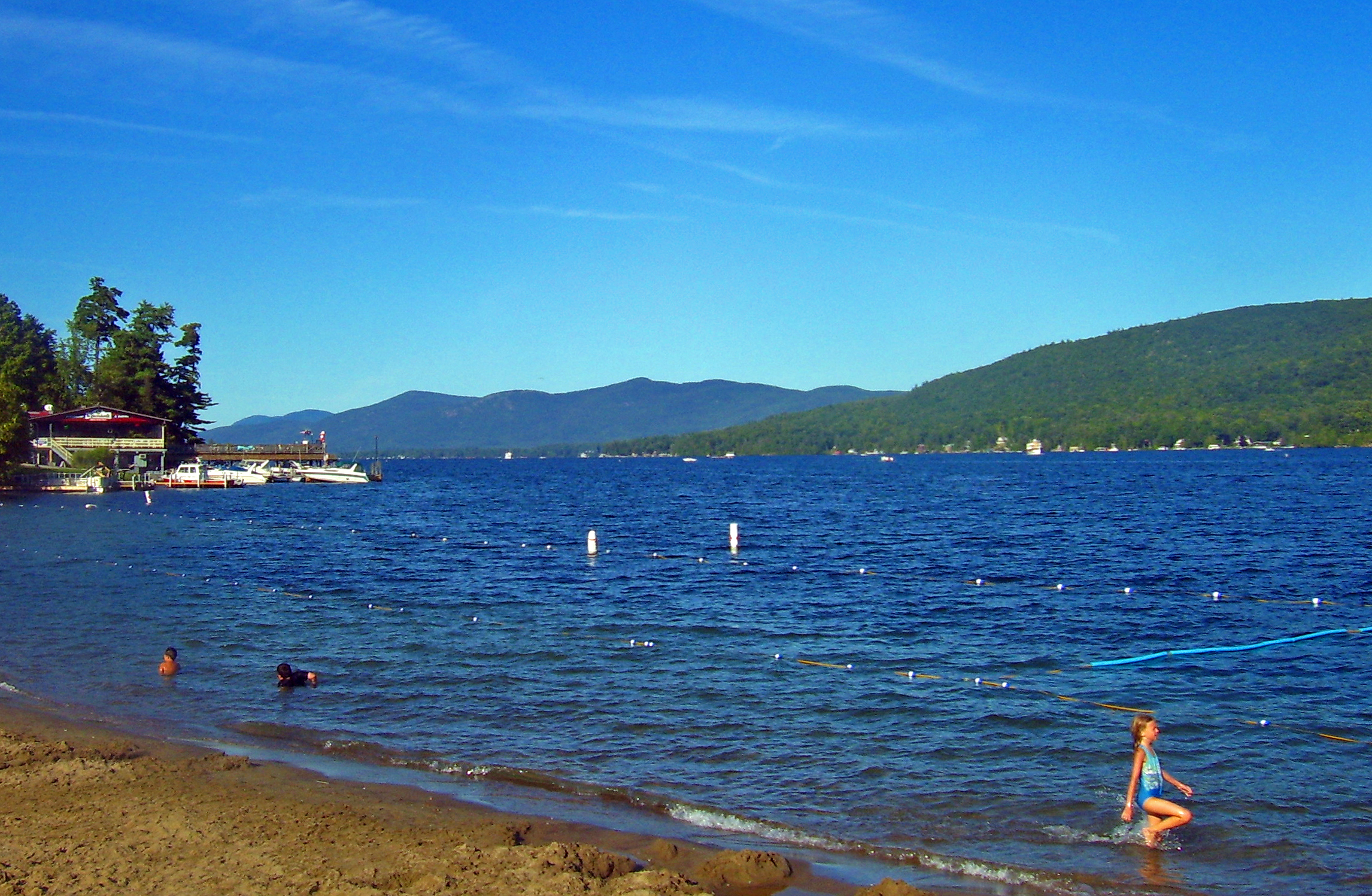
Lake George
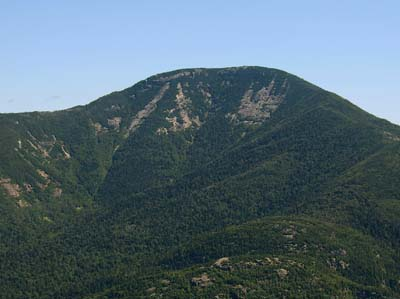
Giant Mountain
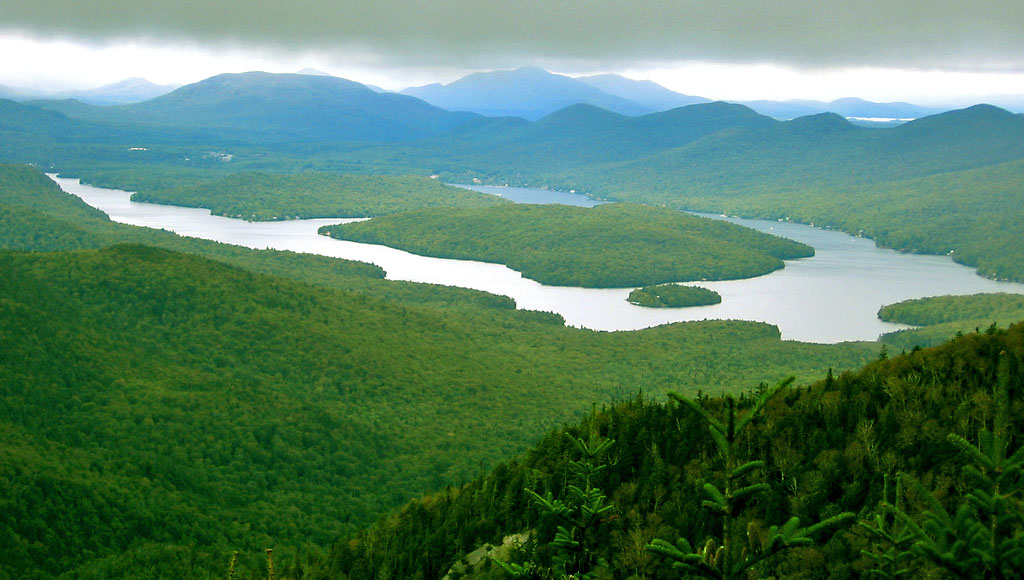
Widok na Lake Placid z Whiteface Mountain
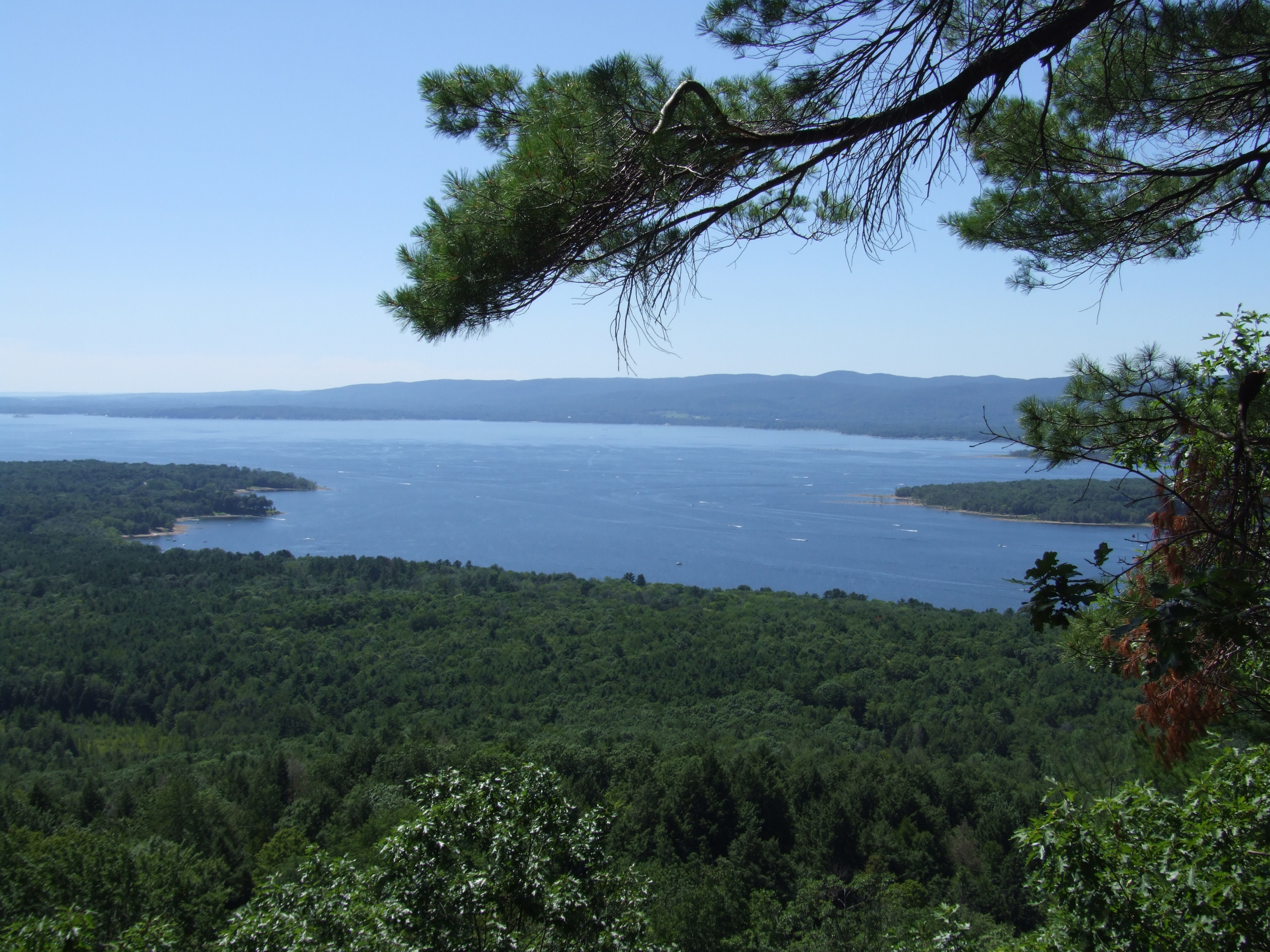
Great Sacandaga